# Équipe de Géorgie de rugby à XV à la Coupe du monde 2003
L'équipe de Géorgie participe à sa première Coupe du monde pour l'édition 2003. Elle y termine cinquième de la poule C.

## Résultats
4 matchs, 4 défaites.
46 points marqués (1 essai dont 1 transformé, 12 pénalités, 1 drop), 200 points encaissés.

### Poule C
- 12 octobre : Angleterre 84 - 6 Géorgie
- 19 octobre : Samoa 46 - 9 Géorgie
- 24 octobre : Afrique du Sud 46 - 19 Géorgie
- 28 octobre : Uruguay 24 - 12 Géorgie

La Géorgie termine cinquième de son groupe et est éliminée.

### Meilleur marqueur d'essais
- David Dadunashvili : 1 essai

### Meilleur réalisateur
- Pavle Jimsheladze : 23 points

## Composition
Les joueurs suivants ont joué pendant cette coupe du monde 2003.

### Première ligne
- David Dadunashvili  (3 matchs, 2 comme titulaire, 1 essai)
- Akvsenti Giorgadze  (4 matchs, 2 comme titulaire)
- Avtandil Kopaliani  (2 matchs, 2 comme titulaire)
- Alexandro Margvelashvili (3 matchs, 2 comme titulaire)
- Soso Nikolaenko  (4 matchs, 1 comme titulaire)
- Goderdzi Shvelidze  (3 matchs, 3 comme titulaire)

### Deuxième ligne
- Victor Didebulidze (3 matchs, 2 comme titulaire)
- Sergo Gujaraidze (3 matchs, 2 comme titulaire)
- Zurab Mtchedlishvili (3 matchs, 3 comme titulaire)
- Vano Nadiradze  (2 matchs, 1 comme titulaire)

### Troisième ligne
- David Bolgashvili  (3 matchs, 1 comme titulaire)
- Georgi Chkhaidze (3 matchs, 3 comme titulaire)
- Gregori Labadze  (2 matchs, 2 comme titulaire)
- George Tsiklauri  (2 matchs, 1 comme titulaire)
- Gregoire Yachvili (3 matchs, 3 comme titulaire)
- Ilia Zedguinidze  (3 matchs, 2 comme titulaire) 2 fois capitaine

### Demi de mêlée
- Irakli Abuseridze  (3 matchs, 2 comme titulaire)
- Merab Kvirikashvili  (4 matchs, 0 comme titulaire, 4 pénalités, 1 carton jaune)
- Irakli Modebadze  (2 matchs, 2 comme titulaire)

### Demi d'ouverture
- Pavle Jimsheladze (4 matchs, 4 comme titulaire, 1 transformation, 6 pénalités, 1 drop)

### Trois-quarts centre
- Irakli Giorgadze (3 matchs, 3 comme titulaire)
- Tedo Zibzibadze (3 matchs, 3 comme titulaire)
- Otar Eloshvili  (1 match, 1 comme titulaire)

### Trois-quarts aile
- Archil Kavtarashvili  (2 matchs, 2 comme titulaire)
- Vasil Katsadze (4 matchs, 3 comme titulaire) 2 fois capitaine
- Gocha Khonelidze  (1 match, 1 comme titulaire)
- Malkhaz Urjukashvili (3 matchs, 3 comme titulaire, 2 pénalités)

### Arrière
- Bessik Khamashuridze  (4 matchs, 1 comme titulaire)
- Badri Khekhelashvili  (2 matchs, 1 comme titulaire)
- Irakli Machkhaneli  (4 matchs, 2 comme titulaire, 1 carton jaune)